# Robert de Stuteville
Robert de Stuteville est un prélat écossais mort entre 1277 et 1282. Il est évêque de Dunkeld de 1273 à sa mort.
Doyen de Dunkeld, Robert est élu évêque de St Andrews en 1253, mais le pape Innocent IV annule son élection, en accord avec le roi Alexandre III. Il devient évêque de Dunkeld à la mort de Richard de Inverkeithing et le reste jusqu'à sa propre mort.